# Campeonato Europeo Femenino Sub-19 de la UEFA 2013
El Campeonato Europeo Femenino Sub-19 de la UEFA fue  la decimosexta vez que se celebra. La fase final se realizó  en Gales desde el 19 al 31 de agosto de 2013. La primera fase de clasificación comenzó  el 20 de octubre de 2012. Los 4 primeros equipos de la fase final del torneo clasificarán para la Copa Mundial Femenina de Fútbol Sub-20 de 2014.

## Primera fase de clasificación
Cuarenta equipos participarán de esta ronda. Serán diez grupos de cuatro equipos cada uno. Los dos primeros de cada grupo y la mejor tercera se unirán a Alemania, Francia e Inglaterra en la segunda fase de clasificación, con un total de 24 selecciones. La fase final del torneo, estará compuesta por ocho conjuntos. Gales pasa directamente a la final por ser la anfitriona.
El sorteo se realizó el 14 de noviembre de 2011 en Nyon, Suiza.
En cursiva, los equipos que serán sede del grupo.

### Grupo 1
| Equipo     | Pts | PJ | PG | PE | PP | GF | GC | Dif |
| ---------- | --- | -- | -- | -- | -- | -- | -- | --- |
| Irlanda    | 9   | 3  | 3  | 0  | 0  | 17 | 2  | 15  |
| Serbia (H) | 6   | 3  | 2  | 0  | 1  | 27 | 3  | 24  |
| Chipre     | 3   | 3  | 1  | 0  | 2  | 1  | 13 | -12 |
| Letonia    | 0   | 3  | 0  | 0  | 3  | 0  | 27 | -27 |

| 20 de octubre de 2012 | Irlanda                                         | 3:0 (2:0) | Chipre | Inđija Stadium, Inđija, Serbia                    |                                                   |
| 14:30 (CEST)          | - O'Sullivan 21' - McGuinness 45' - Jarrett 61' | Reporte   |        | Asistencia: 50 espectadores Árbitra: Riem Hussein | Asistencia: 50 espectadores Árbitra: Riem Hussein |

| 20 de octubre de 2012 | Serbia | 15:0 (9:0) | Letonia | Stadion FK Srem, Jakovo, Serbia                         |                                                         |
| 14:30 (CEST)          | - Trišić 8' - Stanković 18', 24', 41', 48' - Damnjanović 19', 29', 39', 44', 55', 79' - Krstić 27' - Velickovic 51', 90' - Lazarević 90+1' | Reporte    |         | Asistencia: 100 espectadores Árbitra: Dimitrina Milkova | Asistencia: 100 espectadores Árbitra: Dimitrina Milkova |

| 22 de octubre de 2012 | Irlanda | 11:0 (4:0) | Letonia | Stadion FK Srem, Jakovo, Serbia                        |                                                        |
| 14:30 (CEST)          | - Shine 10', 21', 45+2' - Hansberry 30', 49' (pen.), 79' - Johnson 53' - McCabe 58', 74' - Nolan 61' - McGuinness 89' | Reporte    |         | Asistencia: 35 espectadores Árbitra: Dimitrina Milkova | Asistencia: 35 espectadores Árbitra: Dimitrina Milkova |

| 22 de octubre de 2012 | Chipre | 0:10 (0:3) | Serbia                                                                                               | Inđija Stadium, Inđija, Serbia                        |                                                       |
| 14:30 (CEST)          |        | Reporte    | - 12', 68', 78', 80' Damnjanović - 19', 53' Stanković - 28' Trišić - 55', 87' Velickovic - 75' Sopka | Asistencia: 50 espectadores Árbitra: Knarik Grigoryan | Asistencia: 50 espectadores Árbitra: Knarik Grigoryan |

| 25 de octubre de 2012 | Serbia                                 | 2:3 (1:1) | Irlanda                                      | Stadion FK Srem, Jakovo, Serbia                   |                                                   |
| 14:00 (CEST)          | - Damnjanović 36' - Čubrilo 54' (pen.) | Reporte   | - 3' McCabe - 59' O'Sullivan - 74' Hansberry | Asistencia: 50 espectadores Árbitra: Riem Hussein | Asistencia: 50 espectadores Árbitra: Riem Hussein |

| 25 de octubre de 2012 | Letonia | 0:1 (0:0) | Chipre         | Inđija Stadium, Inđija, Serbia                        |                                                       |
| 14:00 (CEST)          |         | Reporte   | - 53' Georgiou | Asistencia: 50 espectadores Árbitra: Knarik Grigoryan | Asistencia: 50 espectadores Árbitra: Knarik Grigoryan |

### Grupo 2
| Equipo      | Pts | PJ | PG | PE | PP | GF | GC | Dif |
| ----------- | --- | -- | -- | -- | -- | -- | -- | --- |
| Italia      | 7   | 3  | 2  | 1  | 0  | 10 | 1  | 9   |
| Austria (H) | 6   | 3  | 2  | 0  | 1  | 7  | 4  | 3   |
| Grecia      | 4   | 3  | 1  | 1  | 1  | 5  | 3  | 2   |
| Kazajistán  | 0   | 3  | 0  | 0  | 3  | 0  | 14 | -14 |

| 0 de octubre de 2012 | Italia                                                                   | 6:0 (3:0) | Kazajistán | Lindabrunn Stadion, Enzesfeld-Lindabrunn, Austria |                        |
| 11:00 (CEST)         | - Pugnali 8', 51' - Zecca 22' - Moscia 36' - Giacinti 72' - Piacezzi 83' | Reporte   |            | Árbitra: Sharon Sluyts                            | Árbitra: Sharon Sluyts |

| 20 de octubre de 2012 | Austria               | 2:1 (1:0) | Grecia            | Alpenstadion Gloggnitz, Gloggnitz, Austria |                             |
| 15:00 (CEST)          | - Dujmenović 31', 58' | Reporte   | - 66' Lymperakaki | Árbitra: Dilan Deniz Gökçek                | Árbitra: Dilan Deniz Gökçek |

| 22 de octubre de 2012 | Grecia           | 1:1 (1:1) | Italia         | Lindabrunn Stadion, Enzesfeld-Lindabrunn, Austria |                          |
| 11:00 (CEST)          | - Kokoviadou 35' | Reporte   | - 38' Ciccotti | Árbitra: Nelli Stepanyan                          | Árbitra: Nelli Stepanyan |

| 22 de octubre de 2012 | Austria                                                                | 5:0 (5:0) | Kazajistán | Alpenstadion Gloggnitz, Gloggnitz, Austria |                        |
| 15:00 (CEST)          | - Ehold 13' - Dujmenović 21' - Prvulovic 26' - Tabotta 35' - Bauer 44' | Reporte   |            | Árbitra: Sharon Sluyts                     | Árbitra: Sharon Sluyts |

| 25 de octubre de 2012 | Italia                                    | 3:0 (2:0) | Austria | Alpenstadion Gloggnitz, Gloggnitz, Austria |                             |
| 14:00 (CEST)          | - Moscia 11' - Giacinti 34' - Cannone 60' | Reporte   |         | Árbitra: Dilan Deniz Gökçek                | Árbitra: Dilan Deniz Gökçek |

| 25 de octubre de 2012 | Kazajistán | 0:3 (0:3) | Grecia                                     | Lindabrunn Stadion, Enzesfeld-Lindabrunn, Austria |                          |
| 14:00 (CEST)          |            | Reporte   | - 2' Mitkou - 22' Vardali - 43' Kokoviadou | Árbitra: Nelli Stepanyan                          | Árbitra: Nelli Stepanyan |

### Grupo 3
| Equipo      | Pts | PJ | PG | PE | PP | GF | GC | Dif |
| ----------- | --- | -- | -- | -- | -- | -- | -- | --- |
| Ucrania     | 7   | 3  | 2  | 1  | 0  | 12 | 1  | 11  |
| Bélgica     | 7   | 3  | 2  | 1  | 0  | 5  | 0  | 5   |
| Croacia (H) | 3   | 3  | 1  | 0  | 2  | 5  | 4  | 1   |
| Islas Feroe | 0   | 3  | 0  | 0  | 3  | 1  | 18 | -17 |

| 20 de octubre de 2012 | Ucrania | 10:0 (7:0) | Islas Feroe | Stadion Sv. Josip Radnik, Sesvete, Croacia |                          |
| 14:00 (CEST)          | - Shylova 3' - Kravets 9', 42', 85' - Kalinina 10', 26' - Khimich 19', 83' - Korsun 32' - Moloshyk 90+3' (pen.) | Reporte    |             | Árbitra: Sjoukje de Jong                   | Árbitra: Sjoukje de Jong |

| 20 de octubre de 2012 | Bélgica        | 1:0 (1:0) | Croacia | Stadion NŠC Stjepan Spajić, Zagreb, Croacia |                        |
| 15:30 (CEST)          | - Biesmans 33' | Reporte   |         | Árbitra: Justyna Zajac                      | Árbitra: Justyna Zajac |

| 22 de octubre de 2012 | Ucrania                      | 2:1 (1:0) | Croacia      | Stadion Lučko, Zagreb, Croacia |                        |
| 14:00 (CEST)          | - Khimich 16' - Kalinina 87' | Reporte   | - 62' Martić | Árbitra: Justyna Zajac         | Árbitra: Justyna Zajac |

| 22 de octubre de 2012 | Islas Feroe | 0:4 (0:2) | Bélgica                                          | Stadion na Peščenici, Zagreb, Croacia |                        |
| 14:00 (CEST)          |             | Reporte   | - 7' Wajnblum - 45' Vanhamel - 52', 63' van Gorp | Árbitra: Olga Zadinová                | Árbitra: Olga Zadinová |

| 25 de octubre de 2012 | Bélgica | 0:0     | Ucrania | ŠC Rudeš, Zagreb, Croacia |                          |
| 14:00 (CEST)          |         | Reporte |         | Árbitra: Sjoukje de Jong  | Árbitra: Sjoukje de Jong |

| 25 de octubre de 2012 | Croacia                                        | 4:1 (2:0) | Islas Feroe            | Estadio Radnik, Velika Gorica, Croacia |                        |
| 14:00 (CEST)          | - Conjar 10', 42' - Kotarac 64' - Martić 90+2' | Reporte   | - 86' (pen.) Klakstein | Árbitra: Olga Zadinová                 | Árbitra: Olga Zadinová |

### Grupo 4
| Equipo            | Pts | PJ | PG | PE | PP | GF | GC | Dif |
| ----------------- | --- | -- | -- | -- | -- | -- | -- | --- |
| Irlanda del Norte | 9   | 3  | 3  | 0  | 0  | 9  | 2  | 7   |
| Hungría (H)       | 6   | 3  | 2  | 0  | 1  | 8  | 5  | 3   |
| Polonia           | 3   | 3  | 1  | 0  | 2  | 11 | 5  | 6   |
| Lituania          | 0   | 3  | 0  | 0  | 3  | 0  | 16 | -16 |

| 20 de octubre de 2012 | Hungría                          | 3:0 (2:0) | Lituania | Stadion Rohonci Út, Szombathely, Hungría |                      |
| 14:00 (CEST)          | - Mosdóczi 13', 46' - Vöfély 24' | Reporte   |          | Árbitra: Sandra Braz                     | Árbitra: Sandra Braz |

| 20 de octubre de 2012 | Polonia | 0:2 (0:2) | Irlanda del Norte | Stadium Bük, Bük, Hungría |                        |
| 14:00 (CEST)          |         | Reporte   | - 12', 25' Magill | Árbitra: Ana Jovanović    | Árbitra: Ana Jovanović |

| 22 de octubre de 2012 | Hungría                            | 2:3 (1:0) | Irlanda del Norte                            | Kiraly Sportcentre, Szombathely, Hungría |                        |
| 14:00 (CEST)          | - Nicholas 19' (a.g.) - Zeller 69' | Reporte   | - 52' Nicholas - 61' Magill - 88' McGuinness | Árbitra: Ana Jovanović                   | Árbitra: Ana Jovanović |

| 22 de octubre de 2012 | Lituania | 0:9 (0:4) | Polonia                                                                                                | Stadion Rohonci Út, Szombathely, Hungría |                          |
| 14:00 (CEST)          |          | Reporte   | - 8' Sass - 14', 51' (pen.) Guściora - 33', 37' Balcerzak - 55', 57' Cichosz - 63' Kaletka - 81' Dereń | Árbitra: Zuzana Strpkova                 | Árbitra: Zuzana Strpkova |

| 25 de octubre de 2012 | Polonia            | 2:3 (1:1) | Hungría                                | Kiraly Sportcentre, Szombathely, Hungría |                      |
| 14:00 (CEST)          | - Cichosz 45', 48' | Reporte   | - 32' Nagy - 67' Kókány - 90' Bereczki | Árbitra: Sandra Braz                     | Árbitra: Sandra Braz |

| 25 de octubre de 2012 | Irlanda del Norte                     | 4:0 (4:0) | Lituania | Stadium Bük, Bük, Hungría |                          |
| 14:30 (CEST)          | - Nicholas 17' - Magill 23', 27', 35' | Reporte   |          | Árbitra: Zuzana Strpkova  | Árbitra: Zuzana Strpkova |

### Grupo 5
| Equipo      | Pts | PJ | PG | PE | PP | GF | GC | Dif |
| ----------- | --- | -- | -- | -- | -- | -- | -- | --- |
| Noruega     | 9   | 3  | 3  | 0  | 0  | 5  | 1  | 4   |
| Escocia     | 6   | 3  | 2  | 0  | 1  | 10 | 1  | 9   |
| Turquía (H) | 3   | 3  | 1  | 0  | 2  | 2  | 4  | -2  |
| Bielorrusia | 0   | 3  | 0  | 0  | 3  | 1  | 12 | -11 |

| 20 de octubre de 2012 | Escocia                                                                                  | 8:0 (5:0) | Bielorrusia | World of Wonders Football Centre 2, Antalya, Turquía |                       |
| 14:00 (EEST)          | - Grant 11' - Richardson 26', 29', 43' - Richards 33' - Weir 61' - Smith 67' - Clark 88' | Reporte   |             | Árbitra: Sara Persson                                | Árbitra: Sara Persson |

| 20 de octubre de 2012 | Noruega                 | 2:0 (2:0) | Turquía | World of Wonders Football Centre, Antalya, Turquía |                                |
| 16:00 (EEST)          | - Risa 8' - Naalsund 0' | Reporte   |         | Árbitra: Karolina Radzik-Johan                     | Árbitra: Karolina Radzik-Johan |

| 22 de octubre de 2012 | Noruega                  | 2:1 (0:0) | Bielorrusia    | World of Wonders Football Centre 2, Antalya, Turquía |                       |
| 14:00 (EEST)          | - Hauge 62' - Reiten 75' | Reporte   | - 55' Krasnova | Árbitra: Sara Persson                                | Árbitra: Sara Persson |

| 22 de octubre de 2012 | Turquía | 0:2 (0:1) | Escocia            | World of Wonders Football Centre, Antalya, Turquía |                             |
| 16:00 (EEST)          |         | Reporte   | - 7', 90' Richards | Árbitra: Florence Guillemin                        | Árbitra: Florence Guillemin |

| 25 de octubre de 2012 | Escocia | 0:1 (0:1) | Noruega     | World of Wonders Football Centre 2, Antalya, Turquía |                                |
| 15:00 (EEST)          |         | Reporte   | - 5' Reiten | Árbitra: Karolina Radzik-Johan                       | Árbitra: Karolina Radzik-Johan |

| 25 de octubre de 2012 | Bielorrusia | 0:2 (0:1) | Turquía          | World of Wonders Football Centre, Antalya, Turquía |                             |
| 15:00 (EEST)          |             | Reporte   | - 26', 57' Göksu | Árbitra: Florence Guillemin                        | Árbitra: Florence Guillemin |

### Grupo 6
| Equipo        | Pts | PJ | PG | PE | PP | GF | GC | Dif |
| ------------- | --- | -- | -- | -- | -- | -- | -- | --- |
| Dinamarca (H) | 9   | 3  | 3  | 0  | 0  | 19 | 1  | 18  |
| Islandia      | 6   | 3  | 2  | 0  | 1  | 10 | 3  | 7   |
| Eslovaquia    | 1   | 3  | 0  | 1  | 2  | 1  | 10 | -9  |
| Moldavia      | 1   | 3  | 0  | 1  | 2  | 1  | 17 | -16 |

| 20 de octubre de 2012 | Islandia                                                   | 4:0 (0:0) | Eslovaquia | Stadium Guldager, Esbjerg, Dinamarca |                            |
| 12:00 (CEST)          | - Jensen 64', 88' - Garðarsdóttir 67' - Guðmundsdóttir 80' | Reporte   |            | Árbitra: Eleni Lampadariou           | Árbitra: Eleni Lampadariou |

| 20 de octubre de 2012 | Dinamarca | 11:0 (7:0) | Moldavia | Sport og Event Park Esbjerg, Esbjerg, Dinamarca |                     |
| 15:00 (CEST)          | - Jensen 7' - Andersen 9', 34', 39', 44' - Nielsen 10' - Thøgersen 43' - Madsen 48' - Jans 59' - Andersen 68' - Thestrup 87' | Reporte    |          | Árbitra: Rhona Daly                             | Árbitra: Rhona Daly |

| 22 de octubre de 2012 | Dinamarca                                                       | 5:0 (1:0) | Eslovaquia | Varde Idrætspark, Varde, Dinamarca |                            |
| 14:00 (CEST)          | - Nielsen 41' - Pedersen 47', 85' - Andersen 48' - Thestrup 87' | Reporte   |            | Árbitra: Eleni Lampadariou         | Árbitra: Eleni Lampadariou |

| 22 de octubre de 2012 | Moldavia | 0:5 (0:3) | Islandia                                                                          | Sport og Event Park Esbjerg, Esbjerg, Dinamarca |                        |
| 14:00 (CEST)          |          | Reporte   | - 10', 27' Jensen - 25' Garðarsdóttir - 74' Thrastardóttir - 78' (pen.) Óladóttir | Árbitra: Lilach Asulin                          | Árbitra: Lilach Asulin |

| 25 de octubre de 2012 | Islandia     | 1:3 (0:2) | Dinamarca                             | Sport og Event Park Esbjerg, Esbjerg, Dinamarca |                     |
| 14:00 (CEST)          | - Jensen 48' | Reporte   | - 1' Jans - 4' Andersen - 49' Nielsen | Árbitra: Rhona Daly                             | Árbitra: Rhona Daly |

| 25 de octubre de 2012 | Eslovaquia     | 1:1 (0:0) | Moldavia        | Varde Idrætspark, Varde, Dinamarca |                        |
| 14:00 (CEST)          | - Šušolová 72' | Reporte   | - 90' Ostapenco | Árbitra: Lilach Asulin             | Árbitra: Lilach Asulin |

### Grupo 7
| Equipo       | Pts | PJ | PG | PE | PP | GF | GC | Dif |
| ------------ | --- | -- | -- | -- | -- | -- | -- | --- |
| Finlandia    | 9   | 3  | 3  | 0  | 0  | 19 | 2  | 17  |
| España       | 6   | 3  | 2  | 0  | 1  | 24 | 1  | 23  |
| Bulgaria (H) | 3   | 3  | 1  | 0  | 2  | 3  | 14 | -11 |
| Estonia      | 0   | 3  | 0  | 0  | 3  | 1  | 30 | -29 |

| 20 de octubre de 2012 | España | 16:0 (7:0) | Estonia | Albena 1 stadium, Albena, Bulgaria |                           |
| 15:00 (CEST)          | - Putellas 19', 37', 45' - Pinel 22', 47' - Andrés 28', 53' - Ortiz 33', 52', 60', 81' - Jiménez 38', 74' - Fraile 57' - Troyano 66', 75' | Reporte    |         | Árbitra: Simona Ghisletta          | Árbitra: Simona Ghisletta |

| 20 de octubre de 2012 | Finlandia                                                    | 6:0 (3:0) | Bulgaria | Kavarna Stadium, Kavarna, Bulgaria |                         |
| 15:00 (CEST)          | - Heroum 6', 87' - Engman 14', 82' - Kuikka 41' - Huusko 85' | Reporte   |          | Árbitra: Cristina Bujor            | Árbitra: Cristina Bujor |

| 22 de octubre de 2012 | España                                                                         | 7:0 (4:0) | Bulgaria | Kavarna Stadium, Kavarna, Bulgaria |                         |
| 15:00 (CEST)          | - Jiménez 12', 38' - Ortiz 25' - Putellas 35', 70' - Pinel 55' - Laurina 90+3' | Reporte   |          | Árbitra: Cristina Bujor            | Árbitra: Cristina Bujor |

| 22 de octubre de 2012 | Estonia | 0:11 (0:4) | Finlandia | Albena 1 stadium, Albena, Bulgaria  |                                     |
| 15:00 (CEST)          |         | Reporte    | - 10', 53' Ketoja - 15' (pen.), 23', 42' (pen.) Engman - 55', 65' Kemppi - 63' Koivisto - 74', 90+4' Iskanius | Árbitra: Mihaela Gurdon Basimamović | Árbitra: Mihaela Gurdon Basimamović |

| 25 de octubre de 2012 | Finlandia                   | 2:1 (0:0) | España       | Albena 1 stadium, Albena, Bulgaria |                           |
| 15:00 (CEST)          | - Kemppi 77' - Koivisto 85' | Reporte   | - 56' Fraile | Árbitra: Simona Ghisletta          | Árbitra: Simona Ghisletta |

| 25 de octubre de 2012 | Bulgaria                                       | 3:1 (2:0) | Estonia    | Kavarna Stadium, Kavarna, Bulgaria  |                                     |
| 15:00 (CEST)          | - Popadinova 5' - Boycheva 24' - Mihaylova 49' | Reporte   | - 62' Toom | Árbitra: Mihaela Gurdon Basimamović | Árbitra: Mihaela Gurdon Basimamović |

### Grupo 8
| Equipo                   | Pts | PJ | PG | PE | PP | GF | GC | Dif |
| ------------------------ | --- | -- | -- | -- | -- | -- | -- | --- |
| República Checa          | 7   | 3  | 2  | 1  | 0  | 17 | 3  | 14  |
| Portugal                 | 7   | 3  | 2  | 1  | 0  | 5  | 3  | 2   |
| Bosnia y Herzegovina (H) | 3   | 3  | 1  | 0  | 2  | 3  | 7  | -4  |
| Macedonia del Norte      | 0   | 3  | 0  | 0  | 3  | 1  | 13 | -12 |

| 20 de octubre de 2012 | República Checa                                                                      | 6:1 (1:0) | Bosnia y Herzegovina | Estadio Asim Ferhatović Hase, Sarajevo, Bosnia y Herzegovina |                                 |
| 14:30 (CEST)          | - Krejčiříková 37' - Danihelková 52', 59' - Brázdová 73' - Hloupá 81' - Kinclová 85' | Reporte   | - 78' Kadrić         | Árbitra: Anastasia Pustovoytova                              | Árbitra: Anastasia Pustovoytova |

| 20 de octubre de 2012 | Portugal                 | 2:1 (1:0) | Macedonia del Norte | City Stadium SRC Slavija, Sarajevo Oriental, Bosnia y Herzegovina |                       |
| 14:30 (CEST)          | - Silva 5' - Marques 85' | Reporte   | - 86' Krivanjeva    | Árbitra: Eszter Urbán                                             | Árbitra: Eszter Urbán |

| 22 de octubre de 2012 | República Checa | 9:0 (3:0) | Macedonia del Norte | City Stadium SRC Slavija, Sarajevo Oriental, Bosnia y Herzegovina |                       |
| 14:30 (CEST)          | - Krejčiříková 3' - Šturmová 27' - Kinclová 42' - Nováková 48' - Hloupá 49', 84' - Tauberová 58' - Šturmová 67', 82' | Reporte   |                     | Árbitra: Eszter Urbán                                             | Árbitra: Eszter Urbán |

| 22 de octubre de 2012 | Bosnia y Herzegovina | 0:1 (0:0) | Portugal    | Estadio Asim Ferhatović Hase, Sarajevo, Bosnia y Herzegovina |                           |
| 14:30 (CEST)          |                      | Reporte   | - 48' Gomes | Árbitra: Monika Mularczyk                                    | Árbitra: Monika Mularczyk |

| 25 de octubre de 2012 | Portugal                 | 2:2 (1:2) | República Checa                  | City Stadium SRC Slavija, Sarajevo Oriental, Bosnia y Herzegovina |                                 |
| 14:00 (CEST)          | - Marques 5' - Silva 70' | Reporte   | - 20' Šturmová - 40' Danihelková | Árbitra: Anastasia Pustovoytova                                   | Árbitra: Anastasia Pustovoytova |

| 25 de octubre de 2012 | Macedonia del Norte | 0:2 (0:1) | Bosnia y Herzegovina               | Estadio Asim Ferhatović Hase, Sarajevo, Bosnia y Herzegovina |                           |
| 14:00 (CEST)          |                     | Reporte   | - 20' Mujanović - 57' Hasanbegović | Árbitra: Monika Mularczyk                                    | Árbitra: Monika Mularczyk |

### Grupo 9
| Equipo     | Pts | PJ | PG | PE | PP | GF | GC | Dif |
| ---------- | --- | -- | -- | -- | -- | -- | -- | --- |
| Suecia     | 7   | 3  | 2  | 1  | 0  | 16 | 0  | 16  |
| Rusia (H)  | 5   | 3  | 1  | 2  | 0  | 6  | 1  | 5   |
| Eslovenia  | 4   | 3  | 1  | 1  | 1  | 7  | 7  | 0   |
| Azerbaiyán | 0   | 3  | 0  | 0  | 3  | 0  | 22 | -22 |

| 20 de octubre de 2012 | Suecia                                                                    | 6:0 (2:0) | Eslovenia | Stadium Giant, Krymsk, Rusia |                        |
| 13:00 (MSK)           | - Anker-Kofoed 30' - Banušić 32', 49', 77' - Hammarlund 45' - Larsson 88' | Reporte   |           | Árbitra: Elia Martínez       | Árbitra: Elia Martínez |

| 20 de octubre de 2012 | Rusia                                                               | 5:0 (2:0) | Azerbaiyán | Stadium Giant, Krymsk, Rusia |                       |
| 16:00 (MSK)           | - Kovalenko 19' - Karpova 39', 54' - Piskunova 57' - Konyukhova 73' | Reporte   |            | Árbitra: Olga Tanschi        | Árbitra: Olga Tanschi |

| 22 de octubre de 2012 | Suecia | 10:0 (3:0) | Azerbaiyán | Stadium Giant, Krymsk, Rusia |                       |
| 13:00 (MSK)           | - Anker-Kofoed 8' - Baghirova 30' (a.g.) - Benediktsson 45+1' - Banušić 48', 58', 60', 66' - Andersson 80' - Larsson 90', 90+5' | Reporte    |            | Árbitra: Olga Tanschi        | Árbitra: Olga Tanschi |

| 22 de octubre de 2012 | Eslovenia   | 1:1 (0:0) | Rusia          | Stadium Giant, Krymsk, Rusia |                          |
| 16:00 (MSK)           | - Begič 88' | Reporte   | - 82' Kiskonen | Árbitra: Zuzana Kováčová     | Árbitra: Zuzana Kováčová |

| 25 de octubre de 2012 | Rusia | 0:0     | Suecia | Stadium Giant, Krymsk, Rusia |                        |
| 16:00 (MSK)           |       | Reporte |        | Árbitra: Elia Martínez       | Árbitra: Elia Martínez |

| 25 de octubre de 2012 | Azerbaiyán | 0:6 (0:1) | Eslovenia                                                           | Stadium Giant 2, Krymsk, Rusia |                          |
| 16:00 (MSK)           |            | Reporte   | - 3', 64' Šiljak - 47' Antolin - 58' Eržen - 73' Begič - 83' Skalič | Árbitra: Zuzana Kováčová       | Árbitra: Zuzana Kováčová |

### Grupo 10
| Equipo       | Pts | PJ | PG | PE | PP | GF | GC | Dif |
| ------------ | --- | -- | -- | -- | -- | -- | -- | --- |
| Suiza (H)    | 9   | 3  | 3  | 0  | 0  | 11 | 2  | 9   |
| Países Bajos | 6   | 3  | 2  | 0  | 1  | 8  | 6  | 2   |
| Rumania      | 3   | 3  | 1  | 0  | 2  | 3  | 5  | -2  |
| Israel       | 0   | 3  | 0  | 0  | 3  | 0  | 9  | -9  |

| 20 de octubre de 2012 | Suiza                                                   | 5:0 (3:0) | Israel | Stadio Eizmoos, Cham, Suiza |                         |
| 16:00 (CEST)          | - Ismaili 7', 49' - Deplazes 21', 33' - Stapelfeldt 75' | Reporte   |        | Árbitra: Kadriye Gökçek     | Árbitra: Kadriye Gökçek |

| 20 de octubre de 2012 | Países Bajos                                                 | 4:1 (1:1) | Rumania     | Kleinfeld Stadium, Kriens, Suiza |                     |
| 18:00 (CEST)          | - Kuijpers 41' - van der Veen 55' - Coolen 74' - Bosveld 79' | Reporte   | - 27' Lunca | Árbitra: Marte Sørø              | Árbitra: Marte Sørø |

| 22 de octubre de 2012 | Países Bajos                      | 2:0 (0:0) | Israel | Stadio Eizmoos, Cham, Suiza |                         |
| 19:00 (CEST)          | - Braskamp 51' - van der Veen 75' | Reporte   |        | Árbitra: Kadriye Gökçek     | Árbitra: Kadriye Gökçek |

| 22 de octubre de 2012 | Rumania | 0:1 (0:1) | Suiza        | Thermoplan Arena, Weggis, Suiza |                        |
| 19:00 (CEST)          |         | Reporte   | - 22' Thürig | Árbitra: Sarah Garratt          | Árbitra: Sarah Garratt |

| 25 de octubre de 2012 | Suiza                                                              | 5:2 (2:2) | Países Bajos                       | Kleinfeld Stadium, Kriens, Suiza |                     |
| 14:00 (CEST)          | - Bernet 25' - Stöckli 34' - Vreugdenhill 52' (a.g.) - Ismaili 66' | Reporte   | - 16' (a.g.) Selimi - 45' Kuijpers | Árbitra: Marte Sørø              | Árbitra: Marte Sørø |

| 25 de octubre de 2012 | Israel | 0:2 (0:1) | Rumania                | Thermoplan Arena, Weggis, Suiza |                        |
| 14:00 (CEST)          |        | Reporte   | - 36' Lunca - 74' Dicu | Árbitra: Sarah Garratt          | Árbitra: Sarah Garratt |

### Ranking de los terceros puestos
El mejor tercer puesto de los 10 grupos pasará a la siguiente ronda junto a los 2 mejores de cada grupo. (Se contabilizan los resultados obtenidos en contra de los ganadores y los segundos clasificados de cada grupo). El ganador fue Grecia
| Grp | Equipo               | PJ | PG | PE | PP | GF | GC | DG  | Pts |
| --- | -------------------- | -- | -- | -- | -- | -- | -- | --- | --- |
| 2   | Grecia               | 2  | 0  | 1  | 1  | 2  | 3  | -1  | 1   |
| 9   | Eslovenia            | 2  | 0  | 1  | 1  | 1  | 7  | -6  | 1   |
| 3   | Croacia              | 2  | 0  | 0  | 2  | 1  | 3  | -2  | 0   |
| 4   | Polonia              | 2  | 0  | 0  | 2  | 2  | 5  | -3  | 0   |
| 10  | Rumania              | 2  | 0  | 0  | 2  | 1  | 5  | -4  | 0   |
| 5   | Turquía              | 2  | 0  | 0  | 2  | 0  | 4  | -4  | 0   |
| 8   | Bosnia y Herzegovina | 2  | 0  | 0  | 2  | 1  | 7  | -6  | 0   |
| 6   | Eslovaquia           | 2  | 0  | 0  | 2  | 0  | 9  | -9  | 0   |
| 1   | Chipre               | 2  | 0  | 0  | 2  | 0  | 13 | -13 | 0   |
| 7   | Bulgaria             | 2  | 0  | 0  | 2  | 0  | 13 | -13 | 0   |

## Segunda Fase de Clasificación o Ronda Élite
Los dos primeros de cada grupo y la mejor tercera se unirán a Alemania, Francia e Inglaterra en esta segunda fase de clasificación. Consta de seis grupos.
Los ganadores de cada grupo avanzarán a la ronda final.
El sorteo se realizó el 20 de noviembre de 2012 en Nyon, Suiza.
Los equipos en cursiva serán sede del mini-torneo.

### Grupo 1
| Equipo           | Pts | PJ | PG | PE | PP | GF | GC | Dif |
| ---------------- | --- | -- | -- | -- | -- | -- | -- | --- |
| Suecia           | 7   | 3  | 2  | 1  | 0  | 5  | 2  | 3   |
| Irlanda          | 6   | 3  | 2  | 0  | 1  | 3  | 3  | 0   |
| Países Bajos (H) | 3   | 3  | 1  | 0  | 2  | 3  | 3  | 0   |
| Italia           | 1   | 3  | 0  | 1  | 2  | 2  | 5  | -3  |

| 4 de abril de 2013 | Irlanda       | 1:0 (1:0) | Italia | Sportpark Tanthof-Zuid, Delft, Países Bajos |                      |
| 16:30              | - Jarrett 42' | Reporte   |        | Árbitra: Sandra Braz                        | Árbitra: Sandra Braz |

| 4 de abril de 2013 | Suecia           | 1:0 (1:0) | Países Bajos | Sportpark Juliana, 's-Gravenzande, Países Bajos |                            |
| 18:30              | - Hammarlund 39' | Reporte   |              | Árbitra: Eleni Lampadariou                      | Árbitra: Eleni Lampadariou |

| 6 de abril de 2013 | Italia                               | 2:2 (0:1) | Suecia                    | Sportpark Juliana, 's-Gravenzande, Países Bajos |                                 |
| 15:30              | - Giacinti 57' - Wahlberg 69' (a.g.) | Reporte   | - 10', 74' (pen.) Banušić | Árbitra: Anastasia Pustovoytova                 | Árbitra: Anastasia Pustovoytova |

| 5 de abril de 2013 | Irlanda                  | 2:1 (2:0) | Países Bajos   | Sportpark Tanthof-Zuid, Delft, Países Bajos |                            |
| 15:30              | - Shine 22' - McCabe 25' | Reporte   | - 68' Moorrees | Árbitra: Eleni Lampadariou                  | Árbitra: Eleni Lampadariou |

| 9 de abril de 2013 | Suecia                         | 2:0 (0:0) | Irlanda | Sportpark Tanthof-Zuid, Delft, Países Bajos |                      |
| 17:00              | - Banušić 69' - Hammarlund 84' | Reporte   |         | Árbitra: Sandra Braz                        | Árbitra: Sandra Braz |

| 9 de abril de 2013 | Países Bajos                   | 2:0 (1:0) | Italia | Sportpark Juliana, 's-Gravenzande, Países Bajos |                                 |
| 17:00              | - Westervelt 14' - Miedema 48' | Reporte   |        | Árbitra: Anastasia Pustovoytova                 | Árbitra: Anastasia Pustovoytova |

### Grupo 2
| Equipo      | Pts | PJ | PG | PE | PP | GF | GC | Dif |
| ----------- | --- | -- | -- | -- | -- | -- | -- | --- |
| Francia     | 9   | 3  | 3  | 0  | 0  | 11 | 1  | 10  |
| Bélgica (H) | 6   | 3  | 2  | 0  | 1  | 3  | 2  | 1   |
| Suiza       | 3   | 3  | 1  | 0  | 2  | 4  | 5  | -1  |
| Rusia       | 0   | 3  | 0  | 0  | 3  | 1  | 11 | -10 |

| 4 de abril de 2013 | Suiza                                            | 4:0 (1:0) | Rusia | US Center, La Louvière, Bélgica |                       |
| 16:00              | - Ismalli 35' - Thürig 59' - Deplazes 90', 90+2' | Reporte   |       | Árbitra: Eszter Urbán           | Árbitra: Eszter Urbán |

| 4 de abril de 2013 | Francia                  | 2:0 (0:0) | Bélgica | Le Tivoli, La Louvière, Bélgica |                     |
| 19:00              | - Dafeur 61' - Diani 88' | Reporte   |         | Árbitra: Rhona Daly             | Árbitra: Rhona Daly |

| abril de 2013 | Bélgica                     | 2:0 (:0) | Suiza | Le Tivoli, La Louvière, Bélgica |                       |
| 15:30         | - Wajnblum 45+3' - Blom 62' | Reporte  |       | Árbitra: Riem Hussein           | Árbitra: Riem Hussein |

| 5 de abril de 2013 | Francia                                                                    | 6:1 (3:0) | Rusia                  | US Center, La Louvière, Bélgica |                       |
| 17:00              | - Declercq 3' - Diani 33' - Lavogez 41', 83', 90+3' (pen.) - Karchouni 55' | Reporte   | - 66' (pen.) Kovalenko | Árbitra: Eszter Urbán           | Árbitra: Eszter Urbán |

| 9 de abril de 2013 | Suiza | 0:3 (0:1) | Francia                                 | US Center, La Louvière, Bélgica |                     |
| 17:00              |       | Reporte   | - 37' Gagnet - 54' Diani - 61' Declercq | Árbitra: Rhona Daly             | Árbitra: Rhona Daly |

| 9 de abril de 2013 | Rusia | 0:1 (0:0) | Bélgica        | Le Tivoli, La Louvière, Bélgica |                       |
| 17:00              |       | Reporte   | - 88' Vanhamel | Árbitra: Riem Hussein           | Árbitra: Riem Hussein |

### Grupo 3
| Equipo    | Pts | PJ | PG | PE | PP | GF | GC | Dif |
| --------- | --- | -- | -- | -- | -- | -- | -- | --- |
| Dinamarca | 9   | 3  | 3  | 0  | 0  | 6  | 1  | 5   |
| Escocia   | 6   | 3  | 2  | 0  | 1  | 8  | 3  | 5   |
| Ucrania   | 1   | 3  | 0  | 1  | 2  | 2  | 7  | -5  |
| Austria   | 1   | 3  | 0  | 1  | 2  | 1  | 6  | -5  |

| 4 de abril de 2013 | Dinamarca      | 1:0 (1:0) | Escocia | Estadio Almondvale, Livingston, Escocia |                           |
| 20:00              | - Thestrup 43' | Reporte   |         | Árbitra: Knarik Grigoryan               | Árbitra: Knarik Grigoryan |

| 4 de abril de 2013 | Ucrania | 0:0     | Austria | Falkirk Stadium, Falkirk, Escocia |                       |
| 20:00              |         | Reporte |         | Árbitra: Leen Martens             | Árbitra: Leen Martens |

| 6 de abril de 2013 | Dinamarca                     | 2:1 (1:0) | Austria     | New Douglas Park, Hamilton, Escocia |                       |
| 12:00              | - Andersen 22' - Thestrup 85' | Reporte   | - 76' Bauer | Árbitra: Leen Martens               | Árbitra: Leen Martens |

| 6 de abril de 2013 | Escocia                                         | 4:2 (2:1) | Ucrania                       | New Douglas Park, Hamilton, Escocia |                           |
| 17:00              | - Hunter 11' - Emslie 36' - Hill 51' - Weir 77' | Reporte   | - 16' Furmanova - 70' Khimich | Árbitra: Esther Azzopardi           | Árbitra: Esther Azzopardi |

| 9 de abril de 2013 | Ucrania | 0:3 (0:1) | Dinamarca                        | Falkirk Stadium, Falkirk, Escocia |                           |
| 17:00              |         | Reporte   | - 28' Gevitz - 63', 67' Thestrup | Árbitra: Knarik Grigoryan         | Árbitra: Knarik Grigoryan |

| 9 de abril de 2013 | Austria | 0:4 (0:3) | Escocia                                   | Estadio Almondvale, Livingston, Escocia |                           |
| 17:00              |         | Reporte   | - 13', 30' Weir - 18' Ness - 53' Richards | Árbitra: Esther Azzopardi               | Árbitra: Esther Azzopardi |

### Grupo 4
| Equipo      | Pts | PJ | PG | PE | PP | GF | GC | Dif |
| ----------- | --- | -- | -- | -- | -- | -- | -- | --- |
| Inglaterra  | 6   | 3  | 2  | 0  | 1  | 10 | 5  | 5   |
| Noruega (H) | 6   | 3  | 2  | 0  | 1  | 12 | 5  | 7   |
| Hungría     | 3   | 3  | 1  | 0  | 2  | 4  | 13 | -9  |
| Serbia      | 3   | 3  | 1  | 0  | 2  | 10 | 13 | -3  |

| 4 de abril de 2013 | Inglaterra                                | 4:5 (2:3) | Serbia                                                          | Jessheim Stadion, Jessheim, Noruega |                          |
| 14:00              | - Lawley 24', 25' - Zelem 69', 87' (pen.) | Reporte   | - 5' Čubrilo - 31', 76' Damnjanović - 38' Savanović - 47' Popov | Árbitra: Lina Lehtovaara            | Árbitra: Lina Lehtovaara |

| 4 de abril de 2013 | Noruega                                                                                 | 7:0 (2:0) | Hungría | Jessheim Stadion, Jessheim, Noruega |                         |
| 18:00              | - Eikeland 6', 77' - Hansen 22', 69' - Voltervik 59' - Reiten 71' (pen.) - Stenevik 84' | Reporte   |         | Árbitra: Séverine Zinck             | Árbitra: Séverine Zinck |

| 6 de abril de 2013 | Serbia                            | 2:5 (1:3) | Noruega                                           | Gjemselund, Kongsvinger, Noruega |                          |
| 13:00              | - Savanović 27' - Damnjanović 79' | Reporte   | - 17', 42' Voltervik - 35', 48' Thun - 56' Reinås | Árbitra: Zuzana Kováčová         | Árbitra: Zuzana Kováčová |

| 6 de abril de 2013 | Inglaterra                               | 3:0 (2:0) | Hungría | Gjemselund, Kongsvinger, Noruega |                          |
| 17:00              | - Parris 10' - Sigsworth 36' - Zelem 78' | Reporte   |         | Árbitra: Lina Lehtovaara         | Árbitra: Lina Lehtovaara |

| 9 de abril de 2013 | Noruega | 0:3 (0:1) | Inglaterra                             | Jessheim Stadion, Jessheim, Noruega |                         |
| 17:00              |         | Reporte   | - 36' Zelem - 65' Stewart - 70' Parris | Árbitra: Séverine Zinck             | Árbitra: Séverine Zinck |

| 9 de abril de 2013 | Hungría                         | 4:3 (1:2) | Serbia                                      | Gjemselund, Kongsvinger, Noruega |                          |
| 17:00              | - Nagy 2', 71', 75' - Kaján 68' | Reporte   | - 15', 54' Djordjević - 45+1' (a.g.) Kókány | Árbitra: Zuzana Kováčová         | Árbitra: Zuzana Kováčová |

### Grupo 5
| Equipo            | Pts | PJ | PG | PE | PP | GF | GC | Dif |
| ----------------- | --- | -- | -- | -- | -- | -- | -- | --- |
| Finlandia         | 9   | 3  | 3  | 0  | 0  | 8  | 1  | 7   |
| Islandia          | 4   | 3  | 1  | 1  | 1  | 2  | 2  | 0   |
| Portugal (H)      | 3   | 3  | 1  | 0  | 2  | 3  | 3  | 0   |
| Irlanda del Norte | 1   | 3  | 0  | 1  | 2  | 1  | 8  | -7  |

| 4 de abril de 2013 | Irlanda del Norte   | 1:1 (0:1) | Islandia             | Estadio Sérgio Conceição, Coímbra, Portugal |                        |
| 17:00              | - Magill 64' (pen.) | Reporte   | - 27' Thrastardóttir | Árbitra: Olga Zadinová                      | Árbitra: Olga Zadinová |

| 4 de abril de 2013 | Finlandia                | 2:1 (0:0) | Portugal    | Estadio José Bento Pessoa, Figueira da Foz, Portugal |                           |
| 17:00              | - Winter 79' - Salmi 86' | Reporte   | - 69' Silva | Árbitra: Monika Mularczyk                            | Árbitra: Monika Mularczyk |

| 6 de abril de 2013 | Finlandia    | 1:0 (0:0) | Islandia | Complexo Desportivo da Tocha, Tocha, Portugal |                        |
| 17:00              | - Engman 50' | Reporte   |          | Árbitra: Olga Zadinová                        | Árbitra: Olga Zadinová |

| 6 de abril de 2013 | Portugal                  | 2:0 (0:0) | Irlanda del Norte | Estadio Sérgio Conceição, Coímbra, Portugal |                           |
| 18:00              | - Marques 61' - Silva 63' | Reporte   |                   | Árbitra: Pernilla Larsson                   | Árbitra: Pernilla Larsson |

| 9 de abril de 2013 | Irlanda del Norte | 0:5 (0:2) | Finlandia                                                | Complexo Desportivo da Tocha, Tocha, Portugal |                           |
| 17:00              |                   | Reporte   | - 26', 62' Heroum - 30' Engman - 73' Kuikka - 78' Kemppi | Árbitra: Monika Mularczyk                     | Árbitra: Monika Mularczyk |

| 9 de abril de 2013 | Islandia        | 1:0 (0:0) | Portugal | Estadio Sérgio Conceição, Coímbra, Portugal |                           |
| 17:00              | - Óladóttir 67' | Reporte   |          | Árbitra: Pernilla Larsson                   | Árbitra: Pernilla Larsson |

### Grupo 6
| Equipo          | Pts | PJ | PG | PE | PP | GF | GC | Dif |
| --------------- | --- | -- | -- | -- | -- | -- | -- | --- |
| Alemania (H)    | 9   | 3  | 3  | 0  | 0  | 16 | 1  | 15  |
| República Checa | 3   | 3  | 1  | 0  | 2  | 3  | 7  | -4  |
| España          | 3   | 3  | 1  | 0  | 2  | 5  | 6  | -1  |
| Grecia          | 3   | 3  | 1  | 0  | 2  | 3  | 13 | -10 |

| 4 de abril de 2013 | Alemania         | 2:1 (1:0) | España      | Waldstadion, Viernheim, Alemania |                      |
| 11:00              | - Magull 2', 62' | Reporte   | - 72' Pinel | Árbitra: Morag Pirie             | Árbitra: Morag Pirie |

| 4 de abril de 2013 | República Checa             | 2:0 (1:0) | Grecia | Waldstadion, Viernheim, Alemania |                        |
| 14:00              | - Šturmová 37' - Hloupá 47' | Reporte   |        | Árbitra: Lilach Asulin           | Árbitra: Lilach Asulin |

| 6 de abril de 2013 | Alemania                                                                                      | 9:0 (5:0) | Grecia | Sportzentrum Süd, Heidelberg, Alemania |                        |
| 11:00              | - Dallmann 6' - Panfil 9', 17' - Romert 15' - Magull 19' - Dongus 55', 58', 90+1' - Wilde 62' | Reporte   |        | Árbitra: Lilach Asulin                 | Árbitra: Lilach Asulin |

| 6 de abril de 2013 | España                     | 2:1 (0:0) | República Checa    | Sportzentrum Süd, Heidelberg, Alemania |                     |
| 14:00              | - Putellas 74' - Pinel 87' | Reporte   | - 63' Krejčiříková | Árbitra: Marte Sørø                    | Árbitra: Marte Sørø |

| 9 de abril de 2013 | República Checa | 0:5 (0:3) | Alemania                                                                       | FC-Astoria Stadion, Walldorf, Alemania |                      |
| 17:00              |                 | Reporte   | - 13' Magull - 30' (pen.) Däbritz - 43' Jäger - 90' Leupolz - 90+3' Chojnowski | Árbitra: Morag Pirie                   | Árbitra: Morag Pirie |

| 9 de abril de 2013 | Grecia                                            | 3:2 (2:2) | España                            | Waldstadion, Viernheim, Alemania |                     |
| 17:00              | - Mitkou 3' - Vardali 27' - Kokoviadou 53' (pen.) | Reporte   | - 12' (pen.) Putellas - 20' Ortíz | Árbitra: Marte Sørø              | Árbitra: Marte Sørø |

### Ranking de los segundos puestos
El mejor de los 6 mejores segundos lugares de los 6 grupos pasará a la siguiente ronda junto a los ganadores de cada grupo. (Se contabilizan los resultados obtenidos en contra de los campeones y terceros clasificados de cada grupo). Clasificó Noruega
| Grp | Equipo          | PJ | PG | PE | PP | GF | GC | DG | Pts |
| --- | --------------- | -- | -- | -- | -- | -- | -- | -- | --- |
| 4   | Noruega         | 2  | 1  | 0  | 1  | 7  | 3  | +4 | 3   |
| 3   | Escocia         | 2  | 1  | 0  | 1  | 4  | 3  | +1 | 3   |
| 2   | Bélgica         | 2  | 1  | 0  | 1  | 2  | 2  | 0  | 3   |
| 5   | Islandia        | 2  | 1  | 0  | 1  | 1  | 1  | 0  | 3   |
| 1   | Irlanda         | 2  | 1  | 0  | 1  | 2  | 3  | –1 | 3   |
| 6   | República Checa | 2  | 0  | 0  | 2  | 1  | 7  | –6 | 0   |

## Fase final
Las ganadoras de los cuatro grupos anteriores acceden a la etapa de semifinales junto a Noruega por ser mejor segunda y Gales que será el país anfitrión de la etapa final. El sorteo se realizó el 7 de mayo de 2013 en, Llanelli, Gales.

### Grupo A
| Equipo     | Pts | PJ | PG | PE | PP | GF | GC | Dif |
| ---------- | --- | -- | -- | -- | -- | -- | -- | --- |
| Inglaterra | 7   | 3  | 2  | 1  | 0  | 6  | 0  | 6   |
| Francia    | 7   | 3  | 2  | 1  | 0  | 6  | 1  | 5   |
| Dinamarca  | 3   | 3  | 1  | 0  | 2  | 2  | 6  | -4  |
| Gales      | 0   | 3  | 0  | 0  | 3  | 0  | 7  | -7  |

| 19 de agosto de 2013 | Gales | 0:1 (0:0) | Dinamarca      | Parc y Scarlets, Llanelli, Gales |                            |
| 14:00 (WEST)         |       | Reporte   | - 61' Frandsen | Árbitra: Eleni Lampadariou       | Árbitra: Eleni Lampadariou |

| 19 de agosto de 2013 | Inglaterra | 0:0     | Francia | Stebonheath Park, Llanelli, Gales |                           |
| 19:00 (WEST)         |            | Reporte |         | Árbitra: Monika Mularczyk         | Árbitra: Monika Mularczyk |

| 22 de agosto de 2013 | Gales | 0:3 (0:0) | Inglaterra                           | Richmond Park, Carmarthen, Gales |                             |
| 14:00 (WEST)         |       | Reporte   | - 63' Lawley - 83' Parris - 89' Mead | Árbitra: Dilan Deniz Gökçek      | Árbitra: Dilan Deniz Gökçek |

| 22 de agosto de 2013 | Dinamarca            | 1:3 (1:3) | Francia                                    | Stebonheath Park, Llanelli, Gales |                       |
| 19:00 (WEST)         | - Frandsen 8' (pen.) | Reporte   | - 10' Declercq - 17' Toletti - 26' Lavogez | Árbitra: Eszter Urbán             | Árbitra: Eszter Urbán |

| 25 de agosto de 2013 | Francia                           | 3:0 (2:0) | Gales | Bridge Meadow Stadium, Haverfordwest, Gales |                      |
| 15:00 (WEST)         | - Toletti 28' - Le Bihan 35', 47' | Reporte   |       | Árbitra: Petra Chudá                        | Árbitra: Petra Chudá |

| 25 de agosto de 2013 | Dinamarca | 0:3 (0:1) | Inglaterra                                     | Parc y Scarlets, Llanelli, Gales |                        |
| 15:00 (WEST)         |           | Reporte   | - 34' (pen.) Williams - 85' Parris - 90' Zelem | Árbitra: Olga Zadinová           | Árbitra: Olga Zadinová |

### Grupo B
| Equipo    | Pts | PJ | PG | PE | PP | GF | GC | Dif |
| --------- | --- | -- | -- | -- | -- | -- | -- | --- |
| Alemania  | 7   | 3  | 2  | 1  | 0  | 8  | 1  | 7   |
| Finlandia | 5   | 3  | 1  | 2  | 0  | 3  | 2  | 1   |
| Noruega   | 3   | 3  | 1  | 0  | 2  | 5  | 6  | -1  |
| Suecia    | 1   | 3  | 0  | 1  | 2  | 1  | 8  | -7  |

| 19 de agosto de 2013 | Suecia       | 1:1 (1:0) | Finlandia    | Stebonheath Park, Llanelli, Gales |                             |
| 14:00 (WEST)         | - Banušić 4' | Reporte   | - 60' Kemppi | Árbitra: Dilan Deniz Gökçek       | Árbitra: Dilan Deniz Gökçek |

| 19 de agosto de 2013 | Alemania                                   | 5:0 (5:0) | Noruega | Parc y Scarlets, Llanelli, Gales |                        |
| 19:00 (WEST)         | - Dallmann 12', 15' - Bremer 21', 39', 43' | Reporte   |         | Árbitra: Olga Zadinová           | Árbitra: Olga Zadinová |

| 22 de agosto de 2013 | Suecia | 0:2 (0:0) | Alemania          | Bridge Meadow Stadium, Haverfordwest, Gales |                           |
| 14:00 (WEST)         |        | Reporte   | - 59', 84' Bremer | Árbitra: Monika Mularczyk                   | Árbitra: Monika Mularczyk |

| 22 de agosto de 2013 | Finlandia    | 1:0 (0:0) | Noruega | Richmond Park, Carmarthen, Gales |                      |
| 19:00 (WEST)         | - Engman 78' | Reporte   |         | Árbitra: Petra Chudá             | Árbitra: Petra Chudá |

| 25 de agosto de 2013 | Noruega                                                    | 5:0 (1:0) | Suecia | Stebonheath Park, Llanelli, Gales |                       |
| 15:00 (WEST)         | - Jensen 41', 51' - Eikeland 48' - Tomter 69' - Hansen 87' | Reporte   |        | Árbitra: Eszter Urbán             | Árbitra: Eszter Urbán |

| 25 de agosto de 2013 | Finlandia    | 1:1 (0:1) | Alemania     | Richmond Park, Carmarthen, Gales |                            |
| 15:00 (WEST)         | - Kemppi 48' | Reporte   | - 20' Tietge | Árbitra: Eleni Lampadariou       | Árbitra: Eleni Lampadariou |

### Segunda fase
|  | Semifinales                                       | Semifinales                                       |                  |            | Final                   | Final                   |  |
|  | 28 de agosto – Carmarthen 28 de agosto – Llanelli | 28 de agosto – Carmarthen 28 de agosto – Llanelli |                  |            | 31 de agosto – Llanelli | 31 de agosto – Llanelli |  |
|  |                                                   |                                                   |                  |            |                         |                         |  |
|  |                                                   |                                                   |                  |            |                         |                         |  |
|  | Inglaterra                                        | 4                                                 |                  |            |                         |                         |  |
|  | Inglaterra                                        | 4                                                 |                  |            |                         |                         |  |
|  | Finlandia                                         | 0                                                 |                  |            |                         |                         |  |
|  | Finlandia                                         | 0                                                 |                  | Inglaterra | 0                       |                         |  |
|  |                                                   |                                                   |                  | Inglaterra | 0                       |                         |  |
|  |                                                   |                                                   | Francia (a.e.t.) | 2          |                         |                         |  |
|  | Alemania                                          | 1                                                 | Francia (a.e.t.) | 2          |                         |                         |  |
|  | Alemania                                          | 1                                                 |                  |            |                         |                         |  |
|  | Francia                                           | 2                                                 |                  |            |                         |                         |  |
|  | Francia                                           | 2                                                 |                  |            |                         |                         |  |
|  |                                                   |                                                   |                  |            |                         |                         |  |

### Semifinales
| 28 de agosto de 2013 | Alemania              | 1:2 (0:0) | Francia          | Parc y Scarlets, Llanelli, Gales |                        |
| 12:30 (WEST)         | - Bremer 90+3' (pen.) | Reporte   | - 62', 64' Diani | Árbitra: Olga Zadinová           | Árbitra: Olga Zadinová |

| 28 de agosto de 2013 | Inglaterra                                            | 4:0 (3:0) | Finlandia | Richmond Park, Carmarthen, Gales |                            |
| 19:00 (WEST)         | - Mead 15', 40' - Williams 34' (pen.) - Sigsworth 66' | Reporte   |           | Árbitra: Eleni Lampadariou       | Árbitra: Eleni Lampadariou |

### Final
| 31 de agosto de 2013 | Inglaterra | 0:2 (0:0) (0:2 t. s.) | Francia                     | Parc y Scarlets, Llanelli, Gales                         |                                                          |
| 15:00 (WEST)         |            | Reporte               | - 95' Toletti - 114' Diallo | Asistencia: 1 030 espectadores Árbitra: Monika Mularczyk | Asistencia: 1 030 espectadores Árbitra: Monika Mularczyk |

| Bandera de Francia |
| Francia            |
|                    |